# Gustaf Falkenström
Gustaf Falkenström, född 13 november 1867 på Hjuleberg, Halland, död 15 augusti 1942 i Stockholm, var en svensk entomolog, boktryckare och arbetsgivarföreningsledare.
Gustaf Falkenström var som till lantbrukaren Anders Persson. Han avlade mogenhetsexamen i Lund 1887 och blev året därpå student vid Lunds universitet. Falkenström avlade juridisk preliminärexamen 1889 och studerade juridik men övergick sedan till medicinska studier och därefter åt naturvetenskap och avlade en filosofie kandidatexamen 1898. Samma år blev han extraordinarie amanuens vid Lunds universitets zoologiska institution. Som zoolog sysslade han främst med forskning om tagghudingar. Falkenström övergav dock zoologin sedan han 1899 blivit ombudsman för Södra Sveriges arbetsgivarförening i Hälsingborg. Sedan Svenska Arbetsgivareföreningen bildats 1902 blev Gustaf Falkenström året därpå dess förste VD. Han trädde dock tillbaka till en post som andre VD redan 1907, en post han sedan innehade fram till 1919. Han verkade även inom tryckeribranschen, 1923 var han disponent för Nordiskt boktryckeri och 1924-1925 VD för AB Bond & Törnbladhs boktryckeri innan detta gick i konkurs. På äldre dar återupptog han dock sitt intresse för zoologin och särskilt skalbaggar, av vilka han byggde upp en betydande samling. 1920 utgav han ett arbete om rovskalbaggar bland vattenskalbaggarna och upptäckte därvid flera nya arter. Falkenström gav ut ett 30-tal arbeten inom zoologin.